# SM i rullskidor 2006
Svenska mästerskapen i rullskidor 2006 avgjordes i Burseryd. Svenska mästare blev Tobias Westman i herrklassen och Maria Rydkvist i damklassen. 
Burseryds IF stod som värd för 2006 års rullskid-SM. Tävlingarna genomfördes detta år i den klassiska stilen fullt ut, vilket inte är så vanligt i rullskidor där de flesta tävlingar körs i fri stil.
I centrala Burseryd hade arrangörerna lagt en varvbana på 2,2 km som huvudklassen körde 10 varv.
Herrarnas resultatlista såg ut som följer: (10 bästa) 
Plc Nr Namn Förening Tid Diff
1 11 WESTMAN Tobias Ragunda IF 47:58
2 14 SVÄRD Oscar Ulricehamns IF 48:06 0:08
3 6 WESTMAN Mattias IFK Umeå 48:19 0:21
4 13 JÖNSSON Markus Ulricehamns IF
5 1 Gävert Lars-Olof Arvika IS 50:18 2:20
6 5 LUND Oskar IF Hallby SOK 50:20 2:22
7 9 POKJULA Pekka Motala AIF 50:22 2:24
8 10 TORMÉ Marcus OK Lindéna
9 2 KARPPINEN Kristian Eksjö SOK 53:10 5:12
10 12 KARLSSON Stefan Ronneby OK 54:20 6:22